# Calceolaria chelidonioides
Calceolaria chelidonioides är en toffelblomsväxtart som beskrevs av Carl Sigismund Kunth. Calceolaria chelidonioides ingår i släktet toffelblommor, och familjen toffelblomsväxter. Inga underarter finns listade i Catalogue of Life.